# Liste in der DDR gezeigter deutscher Filme bis 1945
Die Liste in der DDR gezeigter deutscher Filme bis 1945 enthält deutsche Kinofilme, die bis zum Ende des Zweiten Weltkriegs gedreht wurden, und die in den Kinos der Deutschen Demokratischen Republik bzw. im Fernsehen der DDR aufgeführt wurden. Bei den Filmen mit Veröffentlichungsdatum nach 1945 handelt es sich um Filme, welche im Dritten Reich begonnen, aber erst nach dem Zweiten Weltkrieg von der DEFA fertiggestellt oder veröffentlicht wurden. Diese Liste ist nach den Angaben der filmo-bibliografischen Jahrbücher für die Kinos und das Fernsehen der DDR vollständig.

## Liste
| Jahr    | Deutscher Titel                             | DDR-Titel                                 | Produktionsland                             | Regisseur                             | DDR-Premiere |  |
| ------- | ------------------------------------------- | ----------------------------------------- | ------------------------------------------- | ------------------------------------- | ------------ |  |
| 1919    | Die Austernprinzessin                       |                                           | Deutsches Reich                             | Ernst Lubitsch                        | 15.04.1979   |  |
| 1919    | Die Puppe                                   |                                           | Deutsches Reich                             | Ernst Lubitsch                        | 15.04.1979   |  |
| 1920    | Das Cabinet des Dr. Caligari                |                                           | Deutsches Reich                             | Robert Wiene                          | 10.12.1978   |  |
| 1920    | Von morgens bis mitternachts                |                                           | Deutsches Reich                             | Karl Heinz Martin                     | 25.03.1979   |  |
| 1921    | Der müde Tod                                |                                           | Deutsches Reich                             | Fritz Lang                            | 04.02.1979   |  |
| 1921    | Scherben                                    |                                           | Deutsches Reich                             | Lupu Pick                             | 13.05.1979   |  |
| 1922    | Nosferatu – Eine Symphonie des Grauens      |                                           | Deutsches Reich                             | Friedrich Wilhelm Murnau              | 04.04.1981   |  |
| 1923    | Die Straße                                  |                                           | Deutsches Reich                             | Karl Grune                            | 15.07.1979   |  |
| 1924    | Der letzte Mann                             |                                           | Deutsches Reich                             | Friedrich Wilhelm Murnau              | 17.04.1981   |  |
| 1925    | Die freudlose Gasse                         |                                           | Deutsches Reich                             | Georg Wilhelm Pabst                   | 16.09.1980   |  |
| 1925    | Tartüff                                     |                                           | Deutsches Reich                             | Friedrich Wilhelm Murnau              | 02.05.1981   |  |
| 1925    | Die Verrufenen                              |                                           | Deutsches Reich                             | Gerhard Lamprecht                     | 16.10.1987   |  |
| 1926    | Die letzte Droschke von Berlin              |                                           | Deutsches Reich                             | Georg Wilhelm Pabst                   | 28.02.1987   |  |
| 1929    | Brüder                                      |                                           | Deutsches Reich                             | Werner Hochbaum                       | 13.03.1975   |  |
| 1929    | Gefährliche Jagd                            |                                           | Deutsches Reich                             | Willy Zeyn junior                     | 14.09.1952   |  |
| 1929    | Mutter Krausens Fahrt ins Glück             |                                           | Deutsches Reich                             | Phil Jutzi                            | 20.02.1975   |  |
| 1929    | Jenseits der Straße                         |                                           | Deutsches Reich                             | Leo Mittler                           | 06.03.1975   |  |
| 1929    | Um’s tägliche Brot (Hunger in Waldenburg)   | Hunger in Waldenburg                      | Deutsches Reich                             | Piel Jutzi                            | 24.11.1975   |  |
| 1930    | Abschied                                    |                                           | Deutsches Reich                             | Robert Siodmak                        | 30.07.1990   |  |
| 1930    | Das alte Lied                               |                                           | Deutsches Reich                             | Erich Waschneck                       | 07.07.1975   |  |
| 1930    | Der blaue Engel                             |                                           | Deutsches Reich                             | Josef von Sternberg                   | 11.02.1954   |  |
| 1930    | Cyankali                                    |                                           | Deutsches Reich                             | Hans Tintner                          | 20.03.1975   |  |
| 1930    | Die Drei von der Tankstelle                 |                                           | Deutsches Reich                             | Wilhelm Thiele                        | 15.01.1973   |  |
| 1930    | Einbrecher                                  |                                           | Deutsches Reich                             | Hanns Schwarz                         | 20.03.1983   |  |
| 1930    | Das gestohlene Gesicht                      |                                           | Deutsches Reich                             | Philipp Lothar Mayring, Erich Schmidt | 09.12.1971   |  |
| 1930    | Der Greifer                                 |                                           | Deutsches Reich                             | Richard Eichberg                      | 16.10.1985   |  |
| 1930    | Der Herr auf Bestellung                     |                                           | Deutsches Reich                             | Géza von Bolváry                      | 06.02.1967   |  |
| 1930    | Hokuspokus                                  |                                           | Deutsches Reich                             | Gustav Ucicky                         | 14.07.1950   |  |
| 1930    | Liebling der Götter                         |                                           | Deutsches Reich                             | Hanns Schwarz                         | 28.10.1985   |  |
| 1930    | Der Lied ist aus                            |                                           | Deutsches Reich                             | Géza von Bolváry                      | 17.07.1989   |  |
| 1930    | Menschen am Sonntag                         |                                           | Deutsches Reich                             | Robert Siodmak, Edgar G. Ulmer        | 03.11.1988   |  |
| 1930    | Der Schuß im Tonfilmatelier                 |                                           | Deutsches Reich                             | Alfred Zeisler                        | 16.09.1985   |  |
| 1930    | Skandal um Eva                              |                                           | Deutsches Reich                             | Georg Wilhelm Pabst                   | 03.02.1987   |  |
| 1930    | Unter den Dächern von Paris                 |                                           | Frankreich Deutsches Reich                  | René Clair                            | 16.05.1960   |  |
| 1930    | Westfront 1918                              | Westfront 1918 (Vier von der Infanterie)  | Deutsches Reich                             | Georg Wilhelm Pabst                   | 20.08.1985   |  |
| 1930    | Zwei Herzen im Dreivierteltakt              |                                           | Deutsches Reich                             | Géza von Bolváry                      | 03.07.1989   |  |
| 1931    | Der brave Sünder                            |                                           | Deutsches Reich                             | Fritz Kortner                         | 28.12.1970   |  |
| 1931    | Die Dreigroschenoper                        |                                           | Deutsches Reich Vereinigte Staaten          | Georg Wilhelm Pabst                   | 24.06.1948   |  |
| 1931    | Der falsche Ehemann                         |                                           | Deutsches Reich                             | Johannes Guter                        | 23.06.1986   |  |
| 1931    | Emil und die Detektive                      |                                           | Deutsches Reich                             | Gerhard Lamprecht                     | 29.12.1986   |  |
| 1931    | Gassenhauer                                 |                                           | Deutsches Reich                             | Lupu Pick                             | 15.09.1987   |  |
| 1931    | Das Geheimnis der roten Katze               |                                           | Deutsches Reich                             | Erich Schönfelder                     | 24.06.1985   |  |
| 1931    | Der Hauptmann von Köpenick                  |                                           | Deutsches Reich                             | Richard Oswald                        | 13.10.1958   |  |
| 1931    | Ihre Hoheit befiehlt                        |                                           | Deutsches Reich                             | Hanns Schwarz                         | 17.09.1984   |  |
| 1931    | Ihre Majestät die Liebe                     |                                           | Deutsches Reich                             | Joe May                               | 16.12.1985   |  |
| 1931    | Der Koffer des Herrn O.F.                   |                                           | Deutsches Reich                             | Alexander Granowski                   | 07.12.1964   |  |
| 1931    | Kyritz – Pyritz                             |                                           | Deutsches Reich                             | Carl Heinz Wolff                      | 02.12.1987   |  |
| 1931    | M                                           |                                           | Deutsches Reich                             | Fritz Lang                            | 23.06.1959   |  |
| 1931    | Mädchen in Uniform                          |                                           | Deutsches Reich                             | Leontine Sagan                        | 09.03.1959   |  |
| 1931    | Schatten der Unterwelt                      |                                           | Deutsches Reich                             | Harry Piel                            | 26.07.1971   |  |
| 1931    | Täter gesucht                               |                                           | Deutsches Reich                             | Carl Heinz Wolff                      | 22.01.1990   |  |
| 1931    | Voruntersuchung                             |                                           | Deutsches Reich                             | Robert Siodmak                        | 14.04.1987   |  |
| 1932    | Ein blonder Traum                           |                                           | Deutsches Reich                             | Kurt Gerron                           | 14.12.1987   |  |
| 1932    | F.P.1 antwortet nicht                       |                                           | Deutsches Reich                             | Karl Hartl                            | 17.04.1964   |  |
| 1932    | Frauen, Masken und Dämonen                  | Das letzte Paradies                       | Deutsches Reich                             | Hans Schomburgk                       | 25.02.1949   |  |
| 1932    | Fünf von der Jazzband                       |                                           | Deutsches Reich                             | Erich Engel                           | 03.01.1972   |  |
| 1932    | Geheimnis des blauen Zimmers                |                                           | Deutsches Reich                             | Erich Engel                           | 13.11.1989   |  |
| 1932    | Die Gräfin von Monte Christo                |                                           | Deutsches Reich                             | Karl Hartl                            | 02.08.1982   |  |
| 1932    | Ich bei Tag und Du bei Nacht                |                                           | Deutsches Reich                             | Ludwig Berger                         | 23.06.1987   |  |
| 1932    | Kuhle Wampe oder: Wem gehört die Welt?      |                                           | Deutsches Reich                             | Slatan Dudow                          | 26.02.1958   |  |
| 1932    | Das Lied einer Nacht                        |                                           | Deutsches Reich                             | Anatole Litvak                        | 04.02.1985   |  |
| 1932    | Eine Nacht im Paradies                      |                                           | Deutsches Reich                             | Carl Lamac                            | 04.07.1988   |  |
| 1932    | Quick                                       |                                           | Deutsches Reich                             | Robert Siodmak                        | 02.04.1973   |  |
| 1932    | Rasputin                                    |                                           | Deutsches Reich                             | Adolf Trotz                           | 16.12.1986   |  |
| 1932    | Strafsache van Geldern                      |                                           | Deutsches Reich                             | Willi Wolff                           | 16.06.1986   |  |
| 1932    | Ein toller Einfall                          |                                           | Deutsches Reich                             | Kurt Gerron                           | 26.01.1981   |  |
| 1932    | Der träumende Mund                          |                                           | Deutsches Reich                             | Paul Czinner                          | 13.05.1986   |  |
| 1932    | Die verkaufte Braut                         |                                           | Deutsches Reich                             | Max Ophüls                            | 01.08.1949   |  |
| 1933    | Anna und Elisabeth                          |                                           | Deutsches Reich                             | Frank Wisbar                          | 04.08.1987   |  |
| 1933    | Brennendes Geheimnis                        |                                           | Deutsches Reich                             | Robert Siodmak                        | 18.04.1988   |  |
| 1933    | Das häßliche Mädchen                        |                                           | Deutsches Reich                             | Henry Koster                          | 20.01.1986   |  |
| 1933    | Ein Lied für Dich                           |                                           | Deutsches Reich                             | Joe May                               | 15.04.1949   |  |
| 1933    | Ein Lied geht um die Welt                   |                                           | Deutsches Reich                             | Richard Oswald                        | 03.02.1956   |  |
| 1933    | Der Meisterdetektiv                         |                                           | Deutsches Reich                             | Franz Seitz senior                    |              |  |
| 1933    | Orchesterprobe                              | Als Teil der Kompilation Das Lachkabinett | Deutsches Reich                             | Carl Lamac                            | 01.07.1955   |  |
| 1933    | Saison in Kairo                             |                                           | Deutsches Reich                             | Reinhold Schünzel                     | 22.05.1989   |  |
| 1933    | Der Tunnel                                  |                                           | Deutsches Reich Frankreich                  | Kurt Bernhardt                        | 05.10.1964   |  |
| 1933    | Viktor und Viktoria                         |                                           | Deutsches Reich                             | Reinhold Schünzel                     | 03.09.1948   |  |
| 1933    | Walzerkrieg                                 |                                           | Deutsches Reich                             | Ludwig Berger                         | 09.07.1990   |  |
| 1934    | …heute Abend bei mir                        | Heute Abend bei mir                       | Deutsches Reich                             | Carl Boese                            | 16.07.1984   |  |
| 1934    | Alles hört auf mein Kommando                |                                           | Deutsches Reich                             | Georg Zoch                            | 08.07.1958   |  |
| 1934    | Charleys Tante                              |                                           | Deutsches Reich                             | Robert A. Stemmle                     | 19.10.1959   |  |
| 1934    | Einmal eine große Dame sein                 |                                           | Deutsches Reich                             | Gerhard Lamprecht                     | 19.09.1988   |  |
| 1934    | Eine Frau, die weiß, was sie will           |                                           | Deutsches Reich                             | Viktor Janson                         | 13.04.1968   |  |
| 1934    | Gold                                        |                                           | Deutsches Reich                             | Karl Hartl                            | 12.10.1958   |  |
| 1934    | Heinz im Mond                               |                                           | Deutsches Reich                             | Robert A. Stemmle                     | 28.11.1983   |  |
| 1934    | Liebe, Tod und Teufel                       |                                           | Deutsches Reich                             | Heinz Hilpert, Reinhart Steinbicker   | 10.11.1958   |  |
| 1934    | Mein Herz ruft nach dir                     |                                           | Deutsches Reich                             | Carmine Gallone                       | 29.07.1949   |  |
| 1934    | Prinzessin Turandot                         |                                           | Deutsches Reich                             | Gerhard Lamprecht                     | 16.02.1976   |  |
| 1934    | Rosen aus dem Süden                         |                                           | Deutsches Reich                             | Walter Janssen                        | 03.06.1946   |  |
| 1934    | Der Schimmelreiter                          |                                           | Deutsches Reich                             | Hans Deppe, Curt Oertel               | 02.11.1987   |  |
| 1934    | Seifenblasen                                |                                           | Deutsches Reich Frankreich                  | Slatan Dudow                          | 29.01.1968   |  |
| 1934    | So ein Flegel                               | Abenteuer eines Doppelgängers             | Deutsches Reich                             | Robert A. Stemmle                     | 03.04.1953   |  |
| 1934    | Der Theaterbesuch                           | Als Teil der Kompilation Das Lachkabinett | Deutsches Reich                             | Joe Stöckel                           | 01.07.1955   |  |
| 1934    | Der verhexte Scheinwerfer                   | Als Teil der Kompilation Das Lachkabinett | Deutsches Reich                             | Jacob Geis                            | 01.07.1955   |  |
| 1934    | Der Vetter aus Dingsda                      |                                           | Deutsches Reich                             | Georg Zoch                            | 09.05.1988   |  |
| 1934    | Der Weg Carl Maria von Webers               |                                           | Deutsches Reich                             | Rudolf van der Noss                   | 18.10.1959   |  |
| 1934    | Der Zithervirtuose                          | Als Teil der Kompilation Das Lachkabinett | Deutsches Reich                             | Franz Seitz senior                    | 01.07.1955   |  |
| 1935    | Amphitryon – Aus den Wolken kommt das Glück | Amphitryon                                | Deutsches Reich                             | Reinhold Schünzel                     | 02.09.1949   |  |
| 1935    | April, April!                               |                                           | Deutsches Reich                             | Detlef Sierck                         | 03.02.1986   |  |
| 1935    | Artisten                                    |                                           | Deutsches Reich                             | Harry Piel                            | 16.04.1963   |  |
| 1935    | Einer zuviel an Bord                        |                                           | Deutsches Reich                             | Gerhard Lamprecht                     | 19.06.1989   |  |
| 1935    | Das Einmaleins der Liebe                    | 1 x 1 der Liebe                           | Deutsches Reich                             | Carl Hoffmann                         | 02.08.1976   |  |
| 1935    | Endstation                                  |                                           | Deutsches Reich Österreich                  | E. W. Emo                             | 23.07.1962   |  |
| 1935    | Ein falscher Fuffziger                      |                                           | Deutsches Reich                             | Carl Boese                            | 20.05.1963   |  |
| 1935    | Familie Schimek                             |                                           | Deutsches Reich                             | E. W. Emo                             | 29.02.1988   |  |
| 1935    | Der grüne Domino                            |                                           | Deutsches Reich                             | Herbert Selpin                        | 17.02.1986   |  |
| 1935    | Ich liebe alle Frauen                       |                                           | Deutsches Reich                             | Carl Lamac                            | 01.08.1977   |  |
| 1935    | Ich war Jack Mortimer                       |                                           | Deutsches Reich                             | Carl Froelich                         | 13.05.1963   |  |
| 1935    | Der junge Graf                              |                                           | Deutsches Reich                             | Carl Lamac                            | 04.05.1987   |  |
| 1935    | Kirschen in Nachbars Garten                 |                                           | Deutsches Reich                             | Erich Engels                          | 01.06.1982   |  |
| 1935    | Königstiger                                 |                                           | Deutsches Reich                             | Rolf Randolf                          | 28.09.1987   |  |
| 1935    | Lady Windermeres Fächer                     |                                           | Deutsches Reich                             | Heinz Hilpert                         | 09.04.1980   |  |
| 1935    | Leichte Kavallerie                          |                                           | Deutsches Reich                             | Werner Hochbaum                       | 01.06.1987   |  |
| 1935    | Der mutige Seefahrer                        |                                           | Deutsches Reich                             | Hans Deppe                            | 28.01.1963   |  |
| 1935    | Peter, Paul und Nanette                     |                                           | Deutsches Reich                             | Erich Engel                           | 16.05.1983   |  |
| 1935    | Punks kommt aus Amerika                     |                                           | Deutsches Reich                             | Karl Heinz Martin                     | 24.11.1986   |  |
| 1935    | Pygmalion                                   |                                           | Deutsches Reich                             | Erich Engel                           | 01.03.1965   |  |
| 1935    | Regine                                      |                                           | Deutsches Reich                             | Erich Waschneck                       | 22.02.1988   |  |
| 1935    | Der Student von Prag                        |                                           | Deutsches Reich                             | Arthur Robison                        | 26.11.1957   |  |
| 1935    | Varieté                                     |                                           | Deutsches Reich Frankreich                  | Nikolas Farkas, Jacob Geis            | 13.08.1962   |  |
| 1935    | Vergiß mein nicht                           |                                           | Deutsches Reich                             | Augusto Genina                        | 20.04.1959   |  |
| 1935    | Viktoria                                    |                                           | Deutsches Reich                             | Carl Hoffmann                         | 18.11.1963   |  |
| 1935    | Winternachtstraum                           |                                           | Deutsches Reich                             | Géza von Bolváry                      | 09.01.1967   |  |
| 1935    | Der Zigeunerbaron                           |                                           | Deutsches Reich                             | Karl Hartl                            | 29.07.1963   |  |
| 1936    | 90 Minuten Aufenthalt                       | Neunzig Minuten Aufenthalt                | Deutsches Reich                             | Harry Piel                            | 31.03.1964   |  |
| 1936    | Allotria                                    |                                           | Deutsches Reich                             | Willi Forst                           | 19.10.1948   |  |
| 1936    | Ave Maria                                   |                                           | Deutsches Reich                             | Johannes Riemann                      | 11.04.1988   |  |
| 1936    | Der Bettelstudent                           |                                           | Deutsches Reich                             | Georg Jacoby                          | 11.02.1956   |  |
| 1936    | Boccaccio                                   |                                           | Deutsches Reich                             | Herbert Maisch                        | 17.12.1954   |  |
| 1936    | Diener lassen bitten                        |                                           | Deutsches Reich                             | Hans H. Zerlett                       | 14.01.1974   |  |
| 1936    | Donner, Blitz und Sonnenschein              |                                           | Deutsches Reich                             | Erich Engels                          | 04.06.1962   |  |
| 1936    | Drei Mäderl um Schubert                     |                                           | Deutsches Reich                             | E. W. Emo                             | 03.02.1969   |  |
| 1936    | Drei tolle Tage                             |                                           | Deutsches Reich                             | Hans Deppe                            | 06.03.1954   |  |
| 1936    | Du bist mein Glück                          |                                           | Deutsches Reich                             | Karl Heinz Martin                     | 25.06.1990   |  |
| 1936    | Es geht um mein Leben                       |                                           | Deutsches Reich                             | Richard Eichberg                      | 03.08.1987   |  |
| 1936    | Eskapade                                    |                                           | Deutsches Reich                             | Erich Waschneck                       | 31.07.1957   |  |
| 1936    | Fährmann Maria                              |                                           | Deutsches Reich                             | Frank Wisbar                          | 22.12.1987   |  |
| 1936    | Flitterwochen                               |                                           | Deutsches Reich                             | Carl Lamac                            | 27.05.1963   |  |
| 1936    | Das Gäßchen zum Paradies                    | Das Gässchen zum Paradies                 | Deutsches Reich Tschechoslowakei            | Martin Frič                           | 17.08.1987   |  |
| 1936    | Glückskinder                                |                                           | Deutsches Reich                             | Paul Martin                           | 19.01.1987   |  |
| 1936    | Kinderarzt Dr. Engel                        |                                           | Deutsches Reich                             | Johannes Riemann                      | 05.08.1981   |  |
| 1936    | Die klugen Frauen                           |                                           | Frankreich Deutsches Reich                  | Jacques Feyder, Arthur Maria Rabenalt | 07.03.1982   |  |
| 1936    | Der lachende Dritte                         |                                           | Deutsches Reich                             | Georg Zoch                            | 1957         |  |
| 1936    | Ein Lied klagt an                           |                                           | Deutsches Reich                             | Georg Zoch                            | 06.12.1971   |  |
| 1936    | Musik zu zweien                             | Als Teil der Kompilation Das Lachkabinett | Deutsches Reich                             | Erich Engels                          | 01.07.1955   |  |
| 1936    | Der Raub der Sabinerinnen                   |                                           | Deutsches Reich                             | Robert A. Stemmle                     | 21.05.1962   |  |
| 1936    | Schloß Vogelöd                              |                                           | Deutsches Reich                             | Max Obal                              | 25.05.1987   |  |
| 1936    | Ein seltsamer Gast                          |                                           | Deutsches Reich                             | Gerhard Lamprecht                     | 15.12.1958   |  |
| 1936    | Spiel an Bord                               |                                           | Deutsches Reich                             | Herbert Selpin                        | 08.11.1971   |  |
| 1936    | Stadt Anatol                                |                                           | Deutsches Reich                             | Viktor Tourjansky                     | 02.05.1983   |  |
| 1936    | Straßenmusik                                |                                           | Deutsches Reich                             | Hans Deppe                            | 18.08.1975   |  |
| 1936    | Susanne im Bade                             |                                           | Deutsches Reich                             | Jürgen von Alten                      | 11.07.1988   |  |
| 1936    | Die un-erhörte Frau                         |                                           | Deutsches Reich                             | Nunzio Malasomma, Johannes Riemann    | 17.09.1962   |  |
| 1936    | Ein verhängnisvolles Geigensolo             | Als Teil der Kompilation Das Lachkabinett | Deutsches Reich                             | Rolf Raffé                            | 01.07.1955   |  |
| 1936    | Waldwinter                                  |                                           | Deutsches Reich                             | Fritz Peter Buch                      | 17.11.1986   |  |
| 1936    | Wenn wir alle Engel wären                   |                                           | Deutsches Reich                             | Carl Froelich                         | 02.09.1955   |  |
| 1937    | Brillanten                                  |                                           | Deutsches Reich                             | Eduard von Borsody                    | 09.10.1961   |  |
| 1937    | Die Erbschleicher                           | Gelegenheit mach Diebe                    | Deutsches Reich                             | Hans Deppe                            | 25.10.1971   |  |
| 1937    | Die Fledermaus                              | Die Rache einer Fledermaus                | Deutsches Reich                             | Paul Verhoeven                        | 02.03.1981   |  |
| 1937    | Gabriele eins, zwei, drei                   |                                           | Deutsches Reich                             | Rolf Hansen                           | 01.07.1963   |  |
| 1937    | Die ganz großen Torheiten                   |                                           | Deutsches Reich                             | Carl Froelich                         | 20.02.1961   |  |
| 1937    | Gasparone                                   |                                           | Deutsches Reich                             | Georg Jacoby                          | 05.03.1946   |  |
| 1937    | Gauner im Frack                             |                                           | Deutsches Reich                             | Johannes Riemann                      | 25.07.1988   |  |
| 1937    | Das Geheimnis um Betty Bonn                 |                                           | Deutsches Reich                             | Robert A. Stemmle                     | 30.06.1975   |  |
| 1937    | Die gläserne Kugel                          |                                           | Deutsches Reich                             | Peter Stanchina                       | 09.10.1967   |  |
| 1937    | Die göttliche Jette                         |                                           | Deutsches Reich                             | Erich Waschneck                       | 06.08.1973   |  |
| 1937    | Der Hund von Baskerville                    |                                           | Deutsches Reich                             | Carl Lamac                            | 24.11.1958   |  |
| 1937    | Kapriolen                                   |                                           | Deutsches Reich                             | Gustaf Gründgens                      | 13.11.1961   |  |
| 1937    | Krach und Glück um Künnemann                | Ein glücklicher Tag                       | Deutsches Reich                             | Paul Wegener                          | 28.10.1963   |  |
| 1937    | Die Kronzeugin                              |                                           | Deutsches Reich                             | Georg Jacoby                          | 16.03.1981   |  |
| 1937    | Land der Liebe                              |                                           | Deutsches Reich                             | Reinhold Schünzel                     | 12.05.1950   |  |
| 1937    | Die Landstreicher                           |                                           | Deutsches Reich                             | Carl Lamac                            | 31.07.1953   |  |
| 1937    | Man spricht über Jacqueline                 |                                           | Deutsches Reich                             | Werner Hochbaum                       | 13.08.1990   |  |
| 1937    | Manege                                      |                                           | Deutsches Reich                             | Carmine Gallone, Ulrich Bettac        | 17.06.1963   |  |
| 1937    | Der Mann, der Sherlock Holmes war           |                                           | Deutsches Reich                             | Karl Hartl                            | 26.11.1954   |  |
| 1937    | Meine Freundin Barbara                      |                                           | Deutsches Reich                             | Fritz Kirchhoff                       | 03.07.1953   |  |
| 1937    | Meiseken                                    | Gelegenheit macht Diebe                   | Deutsches Reich                             | Hans Deppe                            | 25.10.1971   |  |
| 1937    | Der Mustergatte                             |                                           | Deutsches Reich                             | Wolfgang Liebeneiner                  | 29.06.1951   |  |
| 1937    | Serenade                                    |                                           | Deutsches Reich                             | Willi Forst                           | 19.06.1972   |  |
| 1937    | Sherlock Holmes: Die graue Dame             | Die graue Dame (Sherlock Holmes)          | Deutsches Reich                             | Erich Engels                          | 22.10.1962   |  |
| 1937    | Sieben Ohrfeigen                            |                                           | Deutsches Reich                             | Paul Martin                           | 11.09.1972   |  |
| 1937    | Spiel auf der Tenne                         |                                           | Deutsches Reich                             | Georg Jacoby                          | 05.03.1946   |  |
| 1937    | Truxa                                       |                                           | Deutsches Reich                             | Hans H. Zerlett                       | 02.12.1957   |  |
| 1937    | Die Umwege des schönen Karl                 |                                           | Deutsches Reich                             | Carl Froelich                         | 01.04.1963   |  |
| 1937    | Und du mein Schatz fährst mit               | Und du, mein Schatz, fährst mit           | Deutsches Reich                             | Georg Jacoby                          | 04.05.1981   |  |
| 1937    | Unter Ausschluß der Öffentlichkeit          |                                           | Deutsches Reich                             | Paul Wegener                          | 30.09.1963   |  |
| 1937    | Versprich mir nichts                        |                                           | Deutsches Reich                             | Wolfgang Liebeneiner                  | 22.08.1960   |  |
| 1937    | Der zerbrochene Krug                        |                                           | Deutsches Reich                             | Gustav Ucicky                         | 25.09.1961   |  |
| 1938/47 | Altes Herz geht auf die Reise               |                                           | Deutsches Reich                             | Carl Junghans                         | 09.01.1989   |  |
| 1938    | Andalusische Nächte                         |                                           | Deutsches Reich Spanien                     | Herbert Maisch                        | 11.04.1952   |  |
| 1938    | Anna Favetti                                |                                           | Deutsches Reich                             | Erich Waschneck                       | 27.03.1961   |  |
| 1938    | Der Berg ruft                               |                                           | Deutsches Reich                             | Luis Trenker                          | 12.02.1954   |  |
| 1938    | Der Blaufuchs                               |                                           | Deutsches Reich                             | Viktor Tourjansky                     | 05.03.1946   |  |
| 1938    | Dir gehört mein Herz                        |                                           | Deutsches Reich Königreich Italien          | Carmine Gallone                       | 16.12.1963   |  |
| 1938    | Dreizehn Stühle                             | 13 Stühle                                 | Deutsches Reich                             | E. W. Emo                             | 12.10.1964   |  |
| 1938    | Diskretion – Ehrensache                     |                                           | Deutsches Reich                             | Johannes Meyer                        | 24.02.1949   |  |
| 1938    | Du und ich                                  |                                           | Deutsches Reich                             | Wolfgang Liebeneiner                  | 17.03.1987   |  |
| 1938    | Es leuchten die Sterne                      |                                           | Deutsches Reich                             | Hans H. Zerlett                       | 11.07.1966   |  |
| 1938    | Der Fall Deruga                             |                                           | Deutsches Reich                             | Fritz Peter Buch                      | 25.11.1957   |  |
| 1938    | Fortsetzung folgt                           |                                           | Deutsches Reich                             | Paul Martin                           | 01.01.1950   |  |
| 1938    | Die Frau am Scheidewege                     |                                           | Deutsches Reich Ungarn                      | Josef von Báky                        | 03.03.1950   |  |
| 1938    | Fünf Millionen suchen einen Erben           |                                           | Deutsches Reich                             | Carl Boese                            | 19.09.1960   |  |
| 1938    | Gastspiel im Paradies                       |                                           | Deutsches Reich                             | Karl Hartl                            | 16.09.1957   |  |
| 1938    | Der Hampelmann                              |                                           | Deutsches Reich                             | Karl Heinz Martin                     | 28.03.1988   |  |
| 1938    | Heiraten – aber wen?                        |                                           | Deutsches Reich Österreich Tschechoslowakei | Carl Boese                            | 15.05.1953   |  |
| 1938    | Ich liebe Dich                              |                                           | Deutsches Reich                             | Herbert Selpin                        | 22.06.1987   |  |
| 1938    | Das indische Grabmal                        |                                           | Deutsches Reich                             | Richard Eichberg                      | 10.12.1984   |  |
| 1938    | Kautschuk                                   |                                           | Deutsches Reich                             | Eduard von Borsody                    | 16.06.1950   |  |
| 1938    | Kleiner Mann – ganz groß                    | Kleiner Mann, ganz gross                  | Deutsches Reich                             | Robert A. Stemmle                     | 31.10.1952   |  |
| 1938    | Kleines Bezirksgericht                      |                                           | Deutsches Reich                             | Alwin Elling                          | 13.10.1986   |  |
| 1938    | Lauter Lügen                                |                                           | Deutsches Reich                             | Heinz Rühmann                         | 08.04.1964   |  |
| 1938    | Das Leben kann so schön sein                |                                           | Deutsches Reich                             | Rolf Hansen                           | 05.06.1961   |  |
| 1938    | Ein Mädchen geht an Land                    |                                           | Deutsches Reich                             | Werner Hochbaum                       | 05.05.1986   |  |
| 1938    | Das Mädchen von gestern Nacht               |                                           | Deutsches Reich                             | Peter Paul Brauer                     | 17.01.1972   |  |
| 1938    | Maja zwischen zwei Ehen                     |                                           | Deutsches Reich                             | Fritz Kirchhoff                       | 03.06.1949   |  |
| 1938    | Der Maulkorb                                |                                           | Deutsches Reich                             | Erich Engel                           | 29.09.1958   |  |
| 1938    | Menschen, Tiere, Sensationen                |                                           | Deutsches Reich                             | Harry Piel                            | 1956         |  |
| 1938    | Eine Nacht im Mai                           |                                           | Deutsches Reich                             | Georg Jacoby                          | 13.06.1982   |  |
| 1938    | Nanon                                       |                                           | Deutsches Reich                             | Herbert Maisch                        | 30.11.1981   |  |
| 1938    | Nanu, Sie kennen Korff noch nicht?          |                                           | Deutsches Reich                             | Fritz Holl                            | 08.01.1962   |  |
| 1938    | Napoleon ist an allem schuld                |                                           | Deutsches Reich                             | Curt Goetz                            | 02.01.1958   |  |
| 1938    | Narren im Schnee                            |                                           | Deutsches Reich                             | Hans Deppe                            | 20.10.1957   |  |
| 1938    | Rätsel um Beate                             |                                           | Deutsches Reich                             | Johannes Meyer                        | 16.04.1980   |  |
| 1938    | Schüsse in Kabine 7                         |                                           | Deutsches Reich                             | Carl Boese                            | 28.03.1960   |  |
| 1938    | Schütt’ die Sorgen in ein Gläschen Wein     |                                           | Deutsches Reich                             | Peter Paul Brauer                     | 01.01.1954   |  |
| 1938    | Schwarzfahrt ins Glück                      |                                           | Deutsches Reich                             | Carl Boese                            | 06.02.1961   |  |
| 1938    | Sergeant Berry                              |                                           | Deutsches Reich                             | Herbert Selpin                        | 04.09.1961   |  |
| 1938    | Spaßvögel                                   |                                           | Deutsches Reich                             | Fritz Peter Buch                      | 09.07.1984   |  |
| 1938    | Tanz auf dem Vulkan                         |                                           | Deutsches Reich                             | Hans Steinhoff                        | 14.09.1959   |  |
| 1938    | Der Tiger von Eschnapur                     |                                           | Deutsches Reich                             | Richard Eichberg                      | 03.12.1984   |  |
| 1938    | Der unmögliche Herr Pitt                    |                                           | Deutsches Reich                             | Harry Piel                            | 20.02.1984   |  |
| 1938    | Das Verlegenheitskind                       |                                           | Deutsches Reich                             | Peter Paul Brauer                     | 04.12.1953   |  |
| 1938    | Die 4 Gesellen                              |                                           | Deutsches Reich                             | Carl Froelich                         | 12.01.1951   |  |
| 1938    | Was tun, Sibylle?                           |                                           | Deutsches Reich                             | Peter Paul Brauer                     | 18.11.1947   |  |
| 1938    | Yvette. Die Tochter einer Kurtisane         | Yvette                                    | Deutsches Reich                             | Wolfgang Liebeneiner                  | 02.12.1968   |  |
| 1939    | Das Abenteuer geht weiter                   |                                           | Deutsches Reich                             | Carmine Gallone                       | 05.12.1983   |  |
| 1939    | Alarm auf Station III                       |                                           | Deutsches Reich                             | Philipp Lothar Mayring                | 30.05.1960   |  |
| 1939    | Bel Ami                                     |                                           | Deutsches Reich                             | Willi Forst                           | 17.04.1972   |  |
| 1938    | Brand im Ozean                              |                                           | Deutsches Reich                             | Günther Rittau                        | 18.08.1950   |  |
| 1939    | Dein Leben gehört mir                       |                                           | Deutsches Reich                             | Johannes Meyer                        | 08.10.1962   |  |
| 1939    | Drunter und drüber                          |                                           | Deutsches Reich                             | Hubert Marischka                      | 09.09.1958   |  |
| 1939    | Ehe in Dosen                                |                                           | Deutsches Reich                             | Johannes Meyer                        | 23.01.1961   |  |
| 1939    | Das Ekel                                    |                                           | Deutsches Reich                             | Hans Deppe                            | 21.08.1961   |  |
| 1939    | Fasching                                    |                                           | Deutsches Reich                             | Hans Schweikart                       | 28.01.1985   |  |
| 1939    | Der Florentiner Hut                         |                                           | Deutsches Reich                             | Wolfgang Liebeneiner                  | 04.02.1963   |  |
| 1939    | Frau am Steuer                              |                                           | Deutsches Reich                             | Paul Martin                           | 23.12.1963   |  |
| 1939/41 | Frauen sind doch bessere Diplomaten         |                                           | Deutsches Reich                             | Georg Jacoby                          | 18.03.1963   |  |
| 1939    | Marguerite: 3                               |                                           | Deutsches Reich                             | Theo Lingen                           | 06.04.1959   |  |
| 1939    | Frau im Strom                               |                                           | Deutsches Reich                             | Gerhard Lamprecht                     | 12.09.1983   |  |
| 1939    | Die Frau ohne Vergangenheit                 |                                           | Deutsches Reich                             | Nunzio Malasomma                      | 03.03.1950   |  |
| 1939    | Eine Frau wie Du                            |                                           | Deutsches Reich                             | Viktor Tourjansky                     | 08.08.1983   |  |
| 1939    | Der grüne Kaiser                            |                                           | Deutsches Reich                             | Paul Mundorf                          | 20.08.1962   |  |
| 1939    | Das Glück wohnt nebenan                     |                                           | Deutsches Reich                             | Hubert Marischka                      | 17.05.1971   |  |
| 1939    | Gold in New Frisco                          |                                           | Deutsches Reich                             | Paul Verhoeven                        | 01.08.1983   |  |
| 1939    | Hallo Janine                                | Hallo Janine!                             | Deutsches Reich                             | Carl Boese                            | 09.12.1960   |  |
| 1939    | Die Hochzeitsreise                          |                                           | Deutsches Reich                             | Erich Engel                           | 30.09.1949   |  |
| 1939    | Hochzeitsreise zu dritt                     |                                           | Deutsches Reich                             | Hubert Marischka                      | 21.11.1960   |  |
| 1939    | Ein hoffnungsloser Fall                     |                                           | Deutsches Reich                             | Erich Engel                           | 17.10.1952   |  |
| 1939    | Hurra! Ich bin Papa!                        |                                           | Deutsches Reich                             | Kurt Hoffmann                         | 25.04.1949   |  |
| 1939    | Ich bin gleich wieder da                    |                                           | Deutsches Reich                             | Peter Paul Brauer                     | 14.09.1981   |  |
| 1939    | Ich bin Sebastian Ott                       |                                           | Deutsches Reich                             | Willi Forst, Viktor Becker            | 18.01.1960   |  |
| 1939    | Irrtum des Herzens                          |                                           | Deutsches Reich                             | Bernd Hofmann                         | 18.12.1961   |  |
| 1939    | Jede Frau hat ein süßes Geheimnis           |                                           | Deutsches Reich                             | Carmine Gallone                       | 05.12.1983   |  |
| 1939    | Kitty und die Weltkonferenz                 |                                           | Deutsches Reich                             | Helmut Käutner                        | 21.03.1988   |  |
| 1939    | Eine kleine Nachtmusik                      |                                           | Deutsches Reich                             | Leopold Hainisch                      | 25.08.1957   |  |
| 1939    | Liebe streng verboten                       |                                           | Deutsches Reich                             | Heinz Helbig                          | 11.06.1990   |  |
| 1939    | Männer müssen so sein                       |                                           | Deutsches Reich                             | Arthur Maria Rabenalt                 | 12.11.1962   |  |
| 1939    | Marguerite: 3                               |                                           | Deutsches Reich                             | Theo Lingen                           | 06.04.1959   |  |
| 1939    | Meine Tante, deine Tante                    | Meine Tante – Deine Tante                 | Deutsches Reich                             | Carl Boese                            | 15.06.1951   |  |
| 1939    | Menschen vom Varieté                        |                                           | Deutsches Reich Ungarn                      | Josef von Báky                        | 15.03.1949   |  |
| 1939    | Mutterliebe                                 |                                           | Deutsches Reich                             | Gustav Ucicky                         | 06.10.1950   |  |
| 1939    | Nanette                                     |                                           | Deutsches Reich                             | Erich Engel                           | 15.09.1950   |  |
| 1939    | Opernball                                   |                                           | Deutsches Reich                             | Géza von Bolváry                      | 24.02.1975   |  |
| 1939    | Premiere der Butterfly                      |                                           | Deutsches Reich Königreich Italien          | Carmine Gallone                       | 01.07.1985   |  |
| 1939    | Renate im Quartett                          |                                           | Deutsches Reich Königreich Italien          | Paul Verhoeven                        | 21.05.1984   |  |
| 1939    | Schneider Wibbel                            |                                           | Deutsches Reich                             | Viktor de Kowa                        | 13.03.1961   |  |
| 1939    | Der Schritt vom Wege                        |                                           | Deutsches Reich                             | Gustaf Gründgens                      | 04.07.1960   |  |
| 1939    | Sensationsprozeß Casilla                    | Sensationsprozeß: Casilla                 | Deutsches Reich                             | Eduard von Borsody                    | 04.11.1963   |  |
| 1939    | Silvesternacht am Alexanderplatz            |                                           | Deutsches Reich                             | Richard Schneider-Edenkoben           | 11.12.1989   |  |
| 1939    | Die Spielregel                              |                                           | Deutsches Reich                             | Jean Renoir                           | 12.02.1977   |  |
| 1939    | Der Tag bricht an                           |                                           | Deutsches Reich                             | Marcel Carné                          | 25.10.1973   |  |
| 1939    | Die unheimlichen Wünsche                    |                                           | Deutsches Reich                             | Heinz Hilpert                         | 27.11.1961   |  |
| 1939    | Unsterblicher Walzer                        |                                           | Deutsches Reich                             | E. W. Emo                             | 28.05.1962   |  |
| 1939    | Verdacht auf Ursula                         |                                           | Deutsches Reich                             | Karl Heinz Martin                     | 16.11.1987   |  |
| 1939    | Der Vierte kommt nicht                      |                                           | Deutsches Reich                             | Max W. Kimmich                        | 16.03.1964   |  |
| 1939    | Wasser für Canitoga                         |                                           | Deutsches Reich                             | Herbert Selpin                        | 20.10.1961   |  |
| 1939    | Wer küßt Madeleine?                         |                                           | Deutsches Reich                             | Viktor Janson                         | 10.02.1964   |  |
| 1939    | Wir tanzen um die Welt                      |                                           | Deutsches Reich                             | Karl Anton                            | 30.05.1983   |  |
| 1939    | Zentrale Rio                                |                                           | Deutsches Reich                             | Erich Engels                          | 15.08.1983   |  |
| 1939    | Zwölf Minuten nach Zwölf                    | 12 Minuten nach Zwölf                     | Deutsches Reich                             | Johannes Guter                        | 24.06.1963   |  |
| 1940    | Angelika                                    |                                           | Deutsches Reich                             | Jürgen von Alten                      | 14.05.1990   |  |
| 1940    | Bal paré                                    |                                           | Deutsches Reich                             | Karl Ritter                           | 05.03.1946   |  |
| 1940    | Casanova heiratet                           |                                           | Deutsches Reich                             | Viktor de Kowa                        | 18.09.1972   |  |
| 1940    | Donauschiffer                               |                                           | Deutsches Reich                             | Robert A. Stemmle                     | 28.05.1990   |  |
| 1940    | Die drei Codonas                            |                                           | Deutsches Reich                             | Arthur Maria Rabenalt                 | 21.09.1959   |  |
| 1940    | Falstaff in Wien                            | Falstaffs Abenteuer                       | Deutsches Reich                             | Leopold Hainisch                      | 18.07.1950   |  |
| 1940    | Frau nach Maß                               | Frau nach Mass                            | Deutsches Reich                             | Helmut Käutner                        | 09.10.1953   |  |
| 1940    | Die gute Sieben                             |                                           | Deutsches Reich                             | Wolfgang Liebeneiner                  | 25.11.1963   |  |
| 1940    | Der Herr im Haus                            |                                           | Deutsches Reich                             | Heinz Helbig                          | 06.08.1962   |  |
| 1940    | Herz modern möbliert                        |                                           | Deutsches Reich                             | Theo Lingen                           | 01.08.1959   |  |
| 1940    | Das himmelblaue Abendkleid                  |                                           | Deutsches Reich                             | Erich Engels                          | 11.01.1988   |  |
| 1940    | Ihr Privatsekretär                          |                                           | Deutsches Reich                             | Charles Klein                         | 17.05.1949   |  |
| 1940    | Die keusche Geliebte                        |                                           | Deutsches Reich                             | Viktor Tourjansky                     | 12.11.1984   |  |
| 1940    | Kleider machen Leute                        |                                           | Deutsches Reich                             | Helmut Käutner                        | 03.09.1954   |  |
| 1940    | Der Kleinstadtpoet                          |                                           | Deutsches Reich                             | Josef von Báky                        | 14.08.1953   |  |
| 1940    | Kora Terry                                  |                                           | Deutsches Reich                             | Georg Jacoby                          | 27.01.1964   |  |
| 1940    | Krambambuli                                 |                                           | Deutsches Reich                             | Karl Köstlin                          | 21.06.1971   |  |
| 1940    | Lauter Liebe                                |                                           | Deutsches Reich                             | Heinz Rühmann                         | 13.09.1957   |  |
| 1940    | Ein Leben lang                              |                                           | Deutsches Reich                             | Gustav Ucicky                         | 10.04.1989   |  |
| 1940    | Der liebe Augustin                          |                                           | Deutsches Reich                             | E. W. Emo                             | 26.01.1951   |  |
| 1940    | Liebesschule                                |                                           | Deutsches Reich                             | Karl Georg Külb                       | 05.12.1960   |  |
| 1940    | Ein Mann auf Abwegen                        |                                           | Deutsches Reich                             | Herbert Selpin                        | 11.05.1987   |  |
| 1940    | Meine Tochter lebt in Wien                  |                                           | Deutsches Reich                             | E. W. Emo                             | 03.12.1962   |  |
| 1940    | Meine Tochter tut das nicht                 |                                           | Deutsches Reich                             | Hans H. Zerlett                       | 02.06.1980   |  |
| 1940    | Operette                                    |                                           | Deutsches Reich                             | Willi Forst                           | 05.03.1946   |  |
| 1940    | Rosen in Tirol                              |                                           | Deutsches Reich                             | Géza von Bolváry                      | 27.07.1946   |  |
| 1940    | Sieben Jahre Pech                           |                                           | Deutsches Reich                             | Ernst Marischka                       | 27.07.1956   |  |
| 1940    | Stern von Rio                               |                                           | Deutsches Reich                             | Karl Anton                            | 04.01.1982   |  |
| 1940    | Das sündige Dorf                            |                                           | Deutsches Reich                             | Joe Stöckel                           | 21.07.1986   |  |
| 1940    | Polterabend                                 |                                           | Deutsches Reich                             | Carl Boese                            | 27.10.1950   |  |
| 1940    | Der Postmeister                             |                                           | Deutsches Reich                             | Gustav Ucicky                         | 14.06.1957   |  |
| 1940    | Unser Fräulein Doktor                       |                                           | Deutsches Reich                             | Erich Engel                           | 17.12.1954   |  |
| 1940    | Verwandte sind auch Menschen                |                                           | Deutsches Reich                             | Hans Deppe                            | 19.10.1987   |  |
| 1940    | Was wird hier gespielt?                     |                                           | Deutsches Reich                             | Theo Lingen                           | 14.08.1961   |  |
| 1940    | Weißer Flieder                              |                                           | Deutsches Reich                             | Arthur Maria Rabenalt                 | 26.01.1987   |  |
| 1940    | Wiener G’schichten                          |                                           | Deutsches Reich                             | Géza von Bolváry                      | 09.01.1961   |  |
| 1941    | Alles für Gloria                            |                                           | Deutsches Reich                             | Carl Boese                            | 28.03.1949   |  |
| 1941    | Annelie                                     |                                           | Deutsches Reich                             | Josef von Báky                        | 07.07.1950   |  |
| 1941    | Anuschka                                    |                                           | Deutsches Reich                             | Helmut Käutner                        | 24.02.1949   |  |
| 1941    | Ehe man Ehemann wird                        |                                           | Deutsches Reich                             | Alwin Elling                          | 20.01.1950   |  |
| 1941    | Frau Luna                                   |                                           | Deutsches Reich                             | Theo Lingen                           | 15.05.1953   |  |
| 1941    | Hauptsache glücklich                        |                                           | Deutsches Reich                             | Theo Lingen                           | 22.05.1947   |  |
| 1941    | Hochzeitsnacht                              |                                           | Deutsches Reich                             | Carl Boese                            | 13.04.1948   |  |
| 1941    | Illusion                                    |                                           | Deutsches Reich                             | Viktor Tourjansky                     | 25.07.1946   |  |
| 1941    | Immer nur Du                                |                                           | Deutsches Reich                             | Karl Anton                            | 19.10.1948   |  |
| 1941    | Jenny und der Herr im Frack                 |                                           | Deutsches Reich                             | Paul Martin                           | 08.12.1950   |  |
| 1941    | Die Kellnerin Anna                          |                                           | Deutsches Reich                             | Peter Paul Brauer                     | 05.03.1946   |  |
| 1941    | Komödianten                                 |                                           | Deutsches Reich                             | Georg Wilhelm Pabst                   | 23.05.1952   |  |
| 1941    | Der laufende Berg                           |                                           | Deutsches Reich                             | Hans Deppe                            | 02.03.1951   |  |
| 1941    | Leichte Muse                                |                                           | Deutsches Reich                             | Arthur Maria Rabenalt                 | 05.03.1946   |  |
| 1941    | Liebe ist zollfrei                          |                                           | Deutsches Reich                             | E. W. Emo                             | 09.04.1962   |  |
| 1941    | Das Mädchen von Fanö                        |                                           | Deutsches Reich                             | Hans Schweikart                       | 05.03.1946   |  |
| 1941    | Männerwirtschaft                            |                                           | Deutsches Reich                             | Johannes Meyer                        | 22.09.1950   |  |
| 1941    | Der Meineidbauer                            |                                           | Deutsches Reich                             | Leopold Hainisch                      | 12.07.1948   |  |
| 1941    | Oh, diese Männer                            |                                           | Deutsches Reich                             | Hubert Marischka                      | 24.02.1950   |  |
| 1941    | Die schwedische Nachtigall                  |                                           | Deutsches Reich                             | Peter Paul Brauer                     | 05.03.1946   |  |
| 1941    | So gefällst du mir                          |                                           | Deutsches Reich                             | Hans Thimig                           | 18.11.1946   |  |
| 1941    | Sonntagskinder                              |                                           | Deutsches Reich                             | Jürgen von Alten                      | 27.02.1961   |  |
| 1941    | Tanz mit dem Kaiser                         |                                           | Deutsches Reich                             | Georg Jacoby                          | 05.03.1946   |  |
| 1941    | Tosca                                       |                                           | Königreich Italien Deutsches Reich          | Carl Koch                             | 05.06.1953   |  |
| 1941    | Tragödie einer Liebe                        |                                           | Königreich Italien Deutsches Reich          | Guido Brignone, Ela Elborg            | 19.07.1971   |  |
| 1941    | Was geschah in dieser Nacht?                |                                           | Deutsches Reich                             | Theo Lingen                           | 23.11.1987   |  |
| 1941    | Was will Brigitte?                          |                                           | Deutsches Reich                             | Paul Margin                           | 03.06.1946   |  |
| 1941    | Wir bitten zum Tanz                         |                                           | Deutsches Reich                             | Hubert Marischka                      | 25.07.1946   |  |
| 1942    | Andreas Schlüter                            |                                           | Deutsches Reich                             | Herbert Maisch                        | 25.08.1958   |  |
| 1942    | Brüderlein fein                             |                                           | Deutsches Reich                             | Hans Thimig                           | 14.11.1946   |  |
| 1942    | Dr. Crippen an Bord                         |                                           | Deutsches Reich                             | Erich Engels                          | 28.08.1946   |  |
| 1942    | Einmal der liebe Herrgott sein              |                                           | Deutsches Reich                             | Hans H. Zerlett                       | 04.06.1963   |  |
| 1942    | Der große Schatten                          |                                           | Deutsches Reich                             | Paul Verhoeven                        | 11.09.1953   |  |
| 1942    | Hab’ mich lieb!                             |                                           | Deutsches Reich                             | Harald Braun                          | 25.07.1946   |  |
| 1942    | Die heimliche Gräfin                        |                                           | Deutsches Reich                             | Géza von Bolváry                      | 25.10.1946   |  |
| 1942    | Kleine Residenz                             |                                           | Deutsches Reich                             | Hans H. Zerlett                       | 02.04.1980   |  |
| 1942    | Meine Frau Teresa                           |                                           | Deutsches Reich                             | Arthur Maria Rabenalt                 | 01.07.1947   |  |
| 1942    | Meine Freundin Josefine                     |                                           | Deutsches Reich                             | Hans H. Zerlett                       | 05.03.1946   |  |
| 1942/44 | Philharmoniker                              |                                           | Deutsches Reich                             | Paul Verhoeven                        | 01.10.1950   |  |
| 1942    | Rembrandt                                   |                                           | Deutsches Reich                             | Hans Steinhoff                        | 13.02.1953   |  |
| 1942    | Sieben Jahre Glück                          |                                           | Deutsches Reich                             | Ernst Marischka                       | 01.09.1947   |  |
| 1942    | So ein Früchtchen                           |                                           | Deutsches Reich                             | Alfred Stöger                         | 31.07.1961   |  |
| 1942    | Sommerliebe                                 |                                           | Deutsches Reich                             | Ernst Marischka                       | 15.11.1946   |  |
| 1942    | Der verkaufte Großvater                     |                                           | Deutsches Reich                             | Joe Stöckel                           | 22.03.1955   |  |
| 1942    | Viel Lärm um Nixi                           |                                           | Deutsches Reich                             | Erich Engel                           | 28.03.1949   |  |
| 1942    | Violanta                                    |                                           | Deutsches Reich                             | Paul May                              | 27.02.1948   |  |
| 1942    | Wen die Götter lieben                       |                                           | Deutsches Reich                             | Karl Hartl                            | 15.10.1946   |  |
| 1942    | Weiße Wäsche                                | Weisse Wäsche                             | Deutsches Reich                             | Paul Heidemann                        | 09.12.1985   |  |
| 1942    | Wiener Blut                                 |                                           | Deutsches Reich                             | Willi Forst                           | 09.07.1948   |  |
| 1942    | Ein Windstoß                                | Ein Windstoss                             | Deutsches Reich                             | Walter Felsenstein                    | 08.02.1949   |  |
| 1942    | Wir machen Musik                            |                                           | Deutsches Reich                             | Helmut Käutner                        | 16.10.1946   |  |
| 1942    | Ein Zug fährt ab                            |                                           | Deutsches Reich                             | Johannes Meyer                        | 25.06.1962   |  |
| 1943    | Akrobat schö-ö-ö-n                          |                                           | Deutsches Reich                             | Wolfgang Staudte                      | 05.03.1946   |  |
| 1943    | Die beiden Schwestern                       |                                           | Deutsches Reich                             | Erich Waschneck                       | 15.01.1947   |  |
| 1943    | Das Bad auf der Tenne                       |                                           | Deutsches Reich                             | Volker von Collande                   | 05.03.1946   |  |
| 1943    | Du gehörst zu mir                           |                                           | Deutsches Reich                             | Gerhard Lamprecht                     | 04.03.1948   |  |
| 1943    | Der ewige Klang                             |                                           | Deutsches Reich                             | Günther Rittau                        | 14.04.1947   |  |
| 1943    | Fahrt ins Abenteuer                         |                                           | Deutsches Reich                             | Jürgen von Alten                      | 06.08.1948   |  |
| 1943    | Das Ferienkind                              |                                           | Deutsches Reich                             | Karl Leiter                           | 18.06.1984   |  |
| 1943    | Frauen sind keine Engel                     |                                           | Deutsches Reich                             | Willi Forst                           | 05.03.1946   |  |
| 1943    | Gabriele Dambrone                           |                                           | Deutsches Reich                             | Hans Steinhoff                        | 13.05.1947   |  |
| 1943    | Die Gattin                                  |                                           | Deutsches Reich                             | Georg Jacoby                          | 22.02.1947   |  |
| 1943    | Gefährlicher Frühling                       |                                           | Deutsches Reich                             | Hans Deppe                            | 01.03.1947   |  |
| 1943    | Gefährtin meines Sommers                    |                                           | Deutsches Reich                             | Fritz Peter Buch                      | 18.09.1946   |  |
| 1943    | Geliebter Schatz                            |                                           | Deutsches Reich                             | Paul Martin                           | 09.01.1947   |  |
| 1943    | Die große Nummer                            | Die grosse Nummer                         | Deutsches Reich                             | Karl Anton                            | 04.02.1947   |  |
| 1943    | Herr Sanders lebt gefährlich                |                                           | Deutsches Reich                             | Robert A. Stemmle                     | 24.09.1962   |  |
| 1943    | Ich hab' von dir geträumt                   |                                           | Deutsches Reich                             | Wolfgang Staudte                      | 22.08.1947   |  |
| 1943    | Ich vertraue Dir meine Frau an              |                                           | Deutsches Reich                             | Kurt Hoffmann                         | 25.07.1946   |  |
| 1943/47 | Jan und die Schwindlerin                    |                                           | Deutsches Reich                             | Hans Weißbach                         | 13.08.1948   |  |
| 1943    | Johann                                      |                                           | Deutsches Reich                             | Robert A. Stemmle                     | 25.07.1946   |  |
| 1943/47 | Jugendliebe                                 |                                           | Deutsches Reich                             | Günther Rittau                        | 11.08.1986   |  |
| 1943    | Die Jungfern vom Bischofsberg               |                                           | Deutsches Reich                             | Peter Paul Brauer                     | 24.11.1948   |  |
| 1943    | Karneval der Liebe                          |                                           | Deutsches Reich                             | Paul Martin                           | 04.03.1947   |  |
| 1943    | Der kleine Grenzverkehr                     |                                           | Deutsches Reich                             | Hans Deppe                            | 24.10.1948   |  |
| 1943    | Die kluge Marianne                          |                                           | Deutsches Reich                             | Hans Thimig                           | 28.11.1946   |  |
| 1943    | Kohlhiesels Töchter                         |                                           | Deutsches Reich                             | Kurt Hoffmann                         | 06.07.1948   |  |
| 1943    | Kollege kommt gleich                        |                                           | Deutsches Reich                             | Karl Anton                            | 25.07.1946   |  |
| 1943    | Lache Bajazzo                               |                                           | Deutsches Reich                             | Leopold Hainisch                      | 25.09.1946   |  |
| 1943    | Leichtes Blut                               |                                           | Deutsches Reich                             | Carl Boese                            | 04.03.1947   |  |
| 1943    | Liebe, Leidenschaft und Leid                |                                           | Deutsches Reich                             | J. A. Holman                          | 20.02.1948   |  |
| 1943    | Liebesbriefe                                |                                           | Deutsches Reich                             | Hans H. Zerlett                       | 18.09.1946   |  |
| 1943    | Liebeskomödie                               |                                           | Deutsches Reich                             | Theo Lingen                           | 20.02.1948   |  |
| 1943    | Liebespremiere                              |                                           | Deutsches Reich                             | Arthur Maria Rabenalt                 | 17.05.1949   |  |
| 1943    | Das Lied der Nachtigall                     |                                           | Deutsches Reich                             | Theo Lingen                           | 19.08.1946   |  |
| 1943    | Ein Mann für meine Frau                     |                                           | Deutsches Reich                             | Hubert Marischka                      | 12.11.1946   |  |
| 1943    | Man rede mir nicht von Liebe                |                                           | Deutsches Reich                             | Erich Engel                           | 18.01.1988   |  |
| 1943    | Ein Mann mit Grundsätzen?                   |                                           | Deutsches Reich                             | Géza von Bolváry                      | 02.05.1960   |  |
| 1943    | Maske in Blau                               |                                           | Deutsches Reich                             | Paul Martin                           | 15.03.1949   |  |
| 1943/52 | Moselfahrt mit Monika                       |                                           | Deutsches Reich                             | Roger von Norman                      | 29.08.1952   |  |
| 1943    | Münchhausen                                 |                                           | Deutsches Reich                             | Josef von Báky                        | 28.12.1959   |  |
| 1943    | Neigungsehe                                 |                                           | Deutsches Reich                             | Carl Froelich                         | 24.10.1948   |  |
| 1943    | Der Ochsenkrieg                             |                                           | Deutsches Reich                             | Carl Froelich                         | 21.10.1985   |  |
| 1943    | Paracelsus                                  |                                           | Deutsches Reich                             | Georg Wilhelm Pabst                   | 08.08.1952   |  |
| 1943    | Peterle                                     |                                           | Deutsches Reich                             | Joe Stöckel                           | 27.06.1952   |  |
| 1943/46 | Peter Voss, der Millionendieb               |                                           | Deutsches Reich Deutschland                 | Karl Anton                            | 27.09.1946   |  |
| 1943    | Reisebekanntschaft                          |                                           | Deutsches Reich                             | E. W. Emo                             | 24.11.1948   |  |
| 1943    | Reise in die Vergangenheit                  |                                           | Deutsches Reich                             | Hans H. Zerlett                       | 13.01.1964   |  |
| 1943    | Romanze in Moll                             |                                           | Deutsches Reich                             | Helmut Käutner                        | 05.03.1946   |  |
| 1943    | Schwarz auf Weiß                            |                                           | Deutsches Reich                             | E. W. Emo                             | 18.09.1946   |  |
| 1943    | Sophienlund                                 |                                           | Deutsches Reich                             | Heinz Rühmann                         | 29.07.1949   |  |
| 1943    | Späte Liebe                                 |                                           | Deutsches Reich                             | Gustav Ucicky                         | 02.10.1946   |  |
| 1943    | Symphonie eines Lebens                      |                                           | Deutsches Reich                             | Hans Bertram                          | 05.03.1946   |  |
| 1943    | Titanic                                     |                                           | Deutsches Reich                             | Herbert Selpin                        | 07.04.1950   |  |
| 1943    | Tolle Nacht                                 |                                           | Deutsches Reich                             | Theo Lingen                           | 30.05.1947   |  |
| 1943    | Träumerei                                   |                                           | Deutsches Reich                             | Harald Braun                          | 12.03.1947   |  |
| 1943    | Tonelli                                     |                                           | Deutsches Reich                             | Viktor Tourjansky                     | 02.11.1959   |  |
| 1943    | Ein Walzer mit Dir                          |                                           | Deutsches Reich                             | Hubert Marischka                      | 30.05.1947   |  |
| 1943    | Der weiße Traum                             |                                           | Deutsches Reich                             | Géza von Cziffra                      | 05.03.1946   |  |
| 1943    | Wenn der junge Wein blüht                   |                                           | Deutsches Reich                             | Fritz Kirchhoff                       | 14.08.1947   |  |
| 1943    | Die Wirtin zum Weißen Rößl                  |                                           | Deutsches Reich                             | Karl Anton                            | 18.02.1948   |  |
| 1943    | Zirkus Renz                                 |                                           | Deutsches Reich                             | Arthur Maria Rabenalt                 | 18.11.1947   |  |
| 1943    | Zwei glückliche Menschen                    |                                           | Deutsches Reich                             | E. W. Emo                             | 01.09.1950   |  |
| 1943    | Der zweite Schuß                            |                                           | Deutsches Reich                             | Martin Frič                           | 29.01.1973   |  |
| 1944/48 | Eine alltägliche Geschichte                 |                                           | Deutsches Reich Deutschland                 | Günther Rittau                        | 26.11.1948   |  |
| 1944    | Am Vorabend                                 | Ein Blick zurück                          | Deutsches Reich                             | Gerhard Menzel                        | 15.12.1949   |  |
| 1944    | Bravo, kleiner Thomas                       |                                           | Deutsches Reich                             | Johannes Fethke                       | 24.06.1948   |  |
| 1944    | Das war mein Leben                          |                                           | Deutsches Reich                             | Paul Martin                           | 24.12.1948   |  |
| 1944    | Dir zuliebe                                 |                                           | Deutsches Reich                             | Martin Frič                           | 16.05.1947   |  |
| 1944    | Der Engel mit dem Saitenspiel               |                                           | Deutsches Reich                             | Heinz Rühmann                         | 05.03.1946   |  |
| 1944    | Es fing so harmlos an                       |                                           | Deutsches Reich                             | Theo Lingen                           | 24.02.1949   |  |
| 1944    | Es lebe die Liebe                           |                                           | Deutsches Reich                             | Erich Engel                           | 22.04.1948   |  |
| 1944/48 | Fahrt ins Glück                             |                                           | Deutsches Reich Deutschland                 | Erich Engel                           | 06.08.1948   |  |
| 1944    | Familie Buchholz                            |                                           | Deutsches Reich                             | Carl Froelich                         | 24.10.1948   |  |
| 1944    | Die Feuerzangenbowle                        |                                           | Deutsches Reich                             | Helmut Weiss                          | 30.08.1946   |  |
| 1944/46 | Die Fledermaus                              |                                           | Deutsches Reich Deutschland                 | Géza von Bolváry                      | 16.08.1946   |  |
| 1944    | Eine Frau für drei Tage                     |                                           | Deutsches Reich                             | Fritz Kirchhoff                       | 18.03.1947   |  |
| 1944    | Die Frau meiner Träume                      |                                           | Deutsches Reich                             | Erich Engels                          | 05.03.1946   |  |
| 1944/49 | Freitag, der 13.                            |                                           | Deutsches Reich                             | Erich Engels                          | 10.03.1950   |  |
| 1944    | Ein fröhliches Haus                         |                                           | Deutsches Reich                             | Johannes Guter                        | 28.07.1946   |  |
| 1944    | Der gebieterische Ruf                       |                                           | Deutsches Reich                             | Gustav Ucicky                         | 01.09.1947   |  |
| 1944    | Glück bei Frauen                            |                                           | Deutsches Reich                             | Peter Paul Brauer                     | 05.03.1946   |  |
| 1944/50 | Glück muß man haben                         |                                           | Deutsches Reich DDR                         | Theo Lingen                           | 22.12.1950   |  |
| 1944    | Glück unterwegs                             |                                           | Deutsches Reich                             | Miroslav Cikán                        | 04.02.1947   |  |
| 1944/49 | Der große Fall                              | Ihr großer Fall                           | Deutsches Reich DDR                         | Karl Anton                            | 30.12.1949   |  |
| 1944    | Große Freiheit Nr. 7                        |                                           | Deutsches Reich                             | Helmut Käutner                        | 05.03.1946   |  |
| 1944    | Der grüne Salon                             |                                           | Deutsches Reich                             | Boleslav Barlog                       | 25.07.1946   |  |
| 1944    | Das Herz muss schweigen                     |                                           | Deutsches Reich                             | Gustav Ucicky                         | 25.07.1946   |  |
| 1944    | Die Hochstaplerin                           |                                           | Deutsches Reich                             | Karl Anton                            | 23.05.1949   |  |
| 1944    | Das Hochzeitshotel                          |                                           | Deutsches Reich                             | Carl Boese                            | 25.02.1947   |  |
| 1944    | Hundstage                                   |                                           | Deutsches Reich                             | Géza von Cziffra                      | 28.08.1947   |  |
| 1944    | Ich bitte um Vollmacht                      |                                           | Deutsches Reich                             | Karl Leiter                           | 22.04.1948   |  |
| 1944    | Ich brauche dich                            |                                           | Deutsches Reich                             | Hans Schweikart                       | 13.04.1948   |  |
| 1944    | Ich hab' von dir geträumt                   |                                           | Deutsches Reich                             | Wolfgang Staudte                      | 22.08.1947   |  |
| 1944    | In flagranti                                |                                           | Deutsches Reich                             | Hans Schweikart                       | 21.08.1946   |  |
| 1944    | Junge Herzen                                |                                           | Deutsches Reich                             | Boleslav Barlog                       | 18.10.1946   |  |
| 1944    | Die keusche Sünderin                        |                                           | Deutsches Reich                             | Joe Stöckel                           | 05.01.1951   |  |
| 1944/49 | Das kleine Hofkonzert                       |                                           | Deutsches Reich DDR                         | Paul Verhoeven                        | 15.04.1949   |  |
| 1944    | Komm zu mir zurück                          |                                           | Deutsches Reich                             | Heinz Paul                            | 19.03.1948   |  |
| 1944    | Das Konzert                                 |                                           | Deutsches Reich                             | Paul Verhoeven                        | 01.12.1950   |  |
| 1944/50 | Die Kreuzlschreiber                         |                                           | Deutsches Reich DDR                         | Eduard von Borsody                    | 07.04.1950   |  |
| 1944/47 | Liebe nach Noten                            |                                           | Deutsches Reich                             | Géza von Cziffra                      | 25.01.1965   |  |
| 1944    | Meine vier Jungens                          | Meine vier Jungen                         | Deutsches Reich                             | Roger von Norman                      | 12.03.1962   |  |
| 1944/50 | Mein Herz gehört Dir                        | Mathilde Möhring                          | Deutsches Reich DDR                         | Rolf Hansen                           | 09.06.1950   |  |
| 1944    | Nora                                        |                                           | Deutsches Reich                             | Harald Braun                          | 05.03.1946   |  |
| 1944    | Orient-Express                              | Orientexpress                             | Deutsches Reich                             | Viktor Tourjansky                     | 01.10.1950   |  |
| 1944    | Romantische Brautfahrt                      |                                           | Deutsches Reich                             | Leopold Hainisch                      | 15.12.1949   |  |
| 1944/49 | Ruf an das Gewissen                         |                                           | Deutsches Reich DDR                         | Karl Anton                            | 03.02.1950   |  |
| 1944    | Schicksal am Strom                          |                                           | Deutsches Reich                             | Heinz Paul                            | 07.05.1948   |  |
| 1944    | Schrammeln                                  |                                           | Deutsches Reich                             | Géza von Bolváry                      | 05.03.1946   |  |
| 1944/50 | Schuß um Mitternacht                        |                                           | Deutsches Reich                             | Hans H. Zerlett                       | 03.02.1964   |  |
| 1944    | Das schwarze Schaf                          |                                           | Deutsches Reich                             | Friedrich Zittau, Walter Janssen      | 31.08.1987   |  |
| 1944    | Seine beste Rolle                           |                                           | Deutsches Reich                             | Otto Pittermann                       | 12.07.1948   |  |
| 1944    | Seinerzeit zu meiner Zeit                   |                                           | Deutsches Reich                             | Boleslav Barlog                       | 19.03.1948   |  |
| 1944    | Sieben Briefe                               |                                           | Deutsches Reich                             | Otto Pittermann                       | 04.09.1946   |  |
| 1944    | Spiel                                       |                                           | Deutsches Reich                             | Alfred Stöger                         | 05.03.1946   |  |
| 1944    | Der Täter ist unter uns                     |                                           | Deutsches Reich                             | Herbert B. Fredersdorf                | 30.05.1988   |  |
| 1944    | Um 9 kommt Harald                           |                                           | Deutsches Reich                             | Carl Boese                            | 10.01.1947   |  |
| 1944/50 | Verlobte Leute                              | Das Dementi                               | Deutsches Reich DDR                         | Karl Anton                            | 18.04.1947   |  |
| 1944    | Der Verteidiger hat das Wort                |                                           | Deutsches Reich                             | Werner Klingler                       | 17.09.1952   |  |
| 1944/52 | Das Mädchen Juanita                         | Frau über Bord                            | Deutsches Reich Deutschland                 | Wolfgang Staudte                      | 16.04.1962   |  |
| 1944/48 | Eine reizende Familie                       |                                           | Deutsches Reich Deutschland                 | Erich Waschneck                       | 23.01.1948   |  |
| 1944/46 | Unter den Brücken                           |                                           | Deutsches Reich Deutschland                 | Helmut Käutner                        | 12.10.1987   |  |
| 1944/49 | Wiener Mädeln                               |                                           | Deutsches Reich DDR                         | Willi Forst                           | 19.08.1949   |  |
| 1944    | Die Zaubergeige                             |                                           | Deutsches Reich                             | Herbert Maisch                        | 22.05.1947   |  |
| 1945    | Am Abend nach der Oper                      |                                           | Deutsches Reich                             | Arthur Maria Rabenalt                 | 05.03.1946   |  |
| 1945    | Die Brüder Noltenius                        |                                           | Deutsches Reich                             | Gerhard Lamprecht                     | 05.03.1946   |  |
| 1945    | Eines Tages                                 |                                           | Deutsches Reich                             | Fritz Kirchhoff                       | 05.03.1946   |  |
| 1945    | Die Jahre vergehen                          |                                           | Deutsches Reich                             | Günther Rittau                        | 15.12.1949   |  |
| 1945    | Ein Mann wie Maximilian                     |                                           | Deutsches Reich                             | Hans Deppe                            | 25.07.1946   |  |
| 1945    | Solistin Anna Alt                           |                                           | Deutsches Reich                             | Werner Klingler                       | 07.09.1959   |  |
| 1945    | Der stumme Gast                             |                                           | Deutsches Reich                             | Harald Braun                          | 16.07.1948   |  |
| 1945    | Via Mala                                    |                                           | Deutsches Reich                             | Josef von Báky                        | 16.01.1948   |  |